# Кулмак
Кулмак е бекташко теке, което се намира на най-високата точка на планината Томор (2480 м), източно от Берат, Албания. 

## История
Текето е издигнато по времето на Първата световна война и осветено на 22 август 1916 г. от дервиша Илиас Кафоку, който с издигането му оставя своя отпечатък на духовник, патриот и бекташки благотворител не само в Южна Албания.
Всяка година 7-те дни между 20-ти и 25-ти август на текето се събират за поклонение бекташи, техни последователи и въобще духовни люде от цял свят за отбелязване на паметта на Абас ибн Али от семейството на Мохамед и който духовник според бекташката легенда е погребан на върха Томор. Религиозният ритуал включва изкачване на върха със заколване на агне в подножието му.